# Antônio Sabino Marques
Antônio Sabino Marques, (Uauá, 2 de novembro de 1931), também conhecido por Sabiá ou Cavachão  é um compositor e sambista  baiano, formando com Riachão, Batatinha, Waldir Lima e Ederaldo Gentil, entre outros, a velha guarda do samba na Bahia.
Nasceu na fazenda Pedra de Sal, filho de Ana Maria Silva e Sabino Marques da Silva, ficou órfão de pai aos 7 anos de idade. Por volta de 1941, mudou-se para Uauá, fazendo serviços domésticos para sobreviver. Já rapaz começou a trabalhar como servente de pedreiro sendo pago com  produtos como  farinha, rapadura e charque.
Em 1950, mudou para Salvador, ainda trabalhando com servente de pedreiro, o  lazer era tocar violão no intervalo do almoço, assim surgiu sua primeira composição por volta de 1951 intitulada Depois de arrependido. Participava de festas e serestas. Em 1951 compôs Uauá, uma declaração de amor a sua terra natal.
Em 1954 recebeu um convite de Riachão, compositor baiano já renomado, para formar uma dupla que ficou famosa no cenário musical baiano. As participações diárias no programa sertanejo da Rádio Sociedade da Bahia, de Salvador renderam fama e um contrato. Em 1958 com o fim do programa de auditório, a parceria se desfez. . Sabiá  passa uns tempos em São Paulo como funcionário de empresa de entregas e retorna à Bahia, trabalhando como funcionários da Secretaria da Saúde, onde se aposentou. Fez participações esporádicas em festivais regionais e discos coletivos. Foi convidado por Riachão para participar do programa Ensaio, de Fernando Faro, gravado em setembro de 2001. 